# قينارجة
قينارجة (بالبلغارية: Кайнарджа، بالتركية: Kaynarca، بالرومانية: Cainargeaua Mică) هي قرية في شمال شرق بلغاريا، وهي تتبع مقاطعة سيليسترا. وهي المركز الإداري لبلدية قينارجة، التي تقع في أقصى شرق مقاطعة سيليسترا، في المنطقة التاريخية لجنوب دبروجة، بالقرب من الحدود الرومانية.
تُعرف القرية بأنها موقع توقيع معاهدة كوجوك قينارجة في 21 يوليو 1774 بين الكونت بيوتر روميانتسيف ممثل الإمبراطورة كاثرين العظمى إمبراطورة الإمبراطورية الروسية ومحسن زاده محمد باشا ممثل السلطان عبد الحميد الأول العثماني. إمبراطورية. وضعت المعاهدة حدًا للحرب الروسية التركية 1768-1774، والتي كانت مدمرة للدولة العثمانية التي كانت قوية ذات يوم.
اُنتُزعت القرية من الحكم العثماني عام 1878، في أعقاب الحرب الروسية التركية 1877-1878. بعد حروب البلقان، تنازلت عنها مملكة بلغاريا إلى مملكة رومانيا مع كل منطقة دبروجة الجنوبية؛ كجزء من محافظة دوروستور [الإنجليزية] في فترة ما بين الحربين العالميتين، كانت تُعرف باسم Cainargeaua Mică، وهي ترجمة وتكييف للاسم التركي العثماني الأقدم، كوجوك قينارجة (Küçük Kaynarca) ("منتجع صحي صغير"). بموجب معاهدة كرايوفا [الإنجليزية] لعام 1940، أعيدت جنوب دبروجة بالكامل إلى بلغاريا.
منذ أكتوبر 2017، رُبطت قينارجة ببلدية ليبنيتسا المجاورة في رومانيا عبر معبر قينارجة-ليبنيتسا الحدودي.